# 岡山大学経済学部
岡山大学経済学部（おかやまだいがくけいざいがくぶ）は、旧制第六高等学校文科が源流の岡山大学の経済学部である。

## 概要
旧制第六高等学校文科が源流とされている。新制大学として法文学部が設置された際には、文学科、史学科、法学科から構成されていた。1965年に経済学科、法文学部第二部を設置。1980年に経済学部（同学部第二部）として独立。経済理論、経済計測、経済史、経済政策、応用経済、経営学、会計学の7つ講座から構成されていた。2004年に第二部が廃止され、夜間主コースを設置した。

## 沿革
- 1900年 - 旧制第六高等学校を設立[1]。
- 1949年 - 新制岡山大学に包括。法文学部を設置。
- 1965年 - 法文学部に経済学科、法文学部第二部を設置[2]。
- 1980年 - 法文学部を文学部、法学部、経済学部に分離[1]。
- 2004年 - 経済学部第二部を夜間主コースへ改組[1]。

## 学部
- 経済学科
- 夜間主コース